# Anaco, o Parta
Anaco, o Parta (em latim: Anacus; em armênio/arménio: Անակ Պարթեւ; romaniz.: Anak Part῾ew; fl. século III) foi um nobre parta que, de acordo com a tradição armênia, foi o pai de Gregório, o Iluminador, que converteu a Armênia ao cristianismo no início do século IV. Diz-se que Anaco matou o rei Cosroes II por incitação dos sassânidas, levando ao seu próprio assassinato e ao extermínio de sua família, exceto a criança Gregório, que foi salva e levada para território romano. Os detalhes e a historicidade desse relato foram debatidos por historiadores.

## Nome
Anaco (Anacus) é a forma latina do armênio Anaque (Անակ, Anak). De acordo com alguns estudiosos, o nome vem de uma palavra parta ou persa média que significa "mal" (anāg) e é mais provável que seja um epíteto para o assassino do rei Cosroes do que um nome próprio real. Outra interpretação dá a ele o significado de "não mal" (*an-aka-).

## Vida

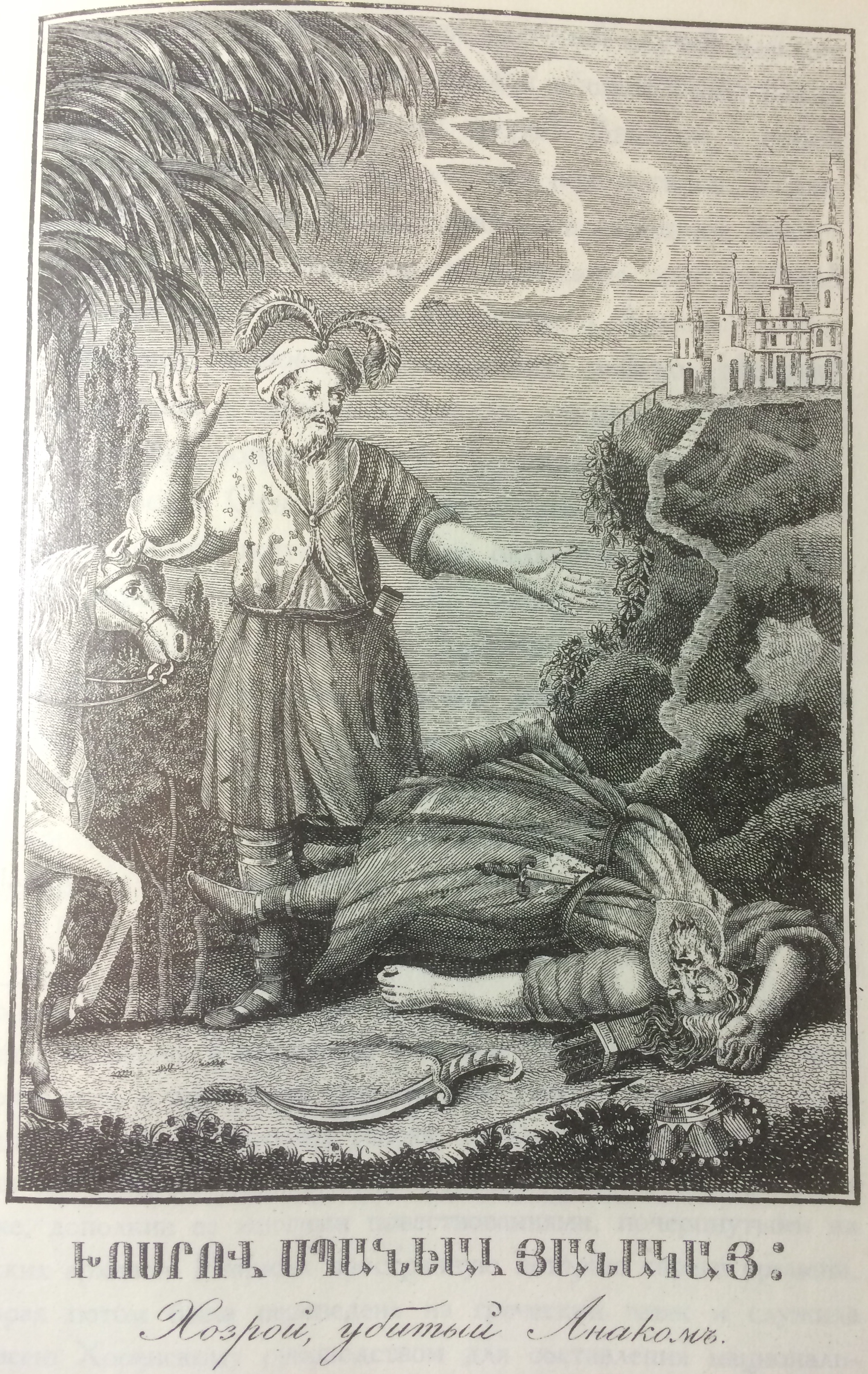
Idealização do século XIX do assassinato de Cosroes

De acordo com a versão da história atribuída a Agatângelo aceita na tradição literária armênia, Anaco era um nobre armênio de origem parta que era parente do rei da Armênia. A história posterior de Moisés de Corene acrescenta que era um membro da casa nobre parta de Surena. Durante as guerras do século III entre a Armênia arsácida e o Irã sassânida, Anaco foi recrutado pelo rei sassânida (a quem Agatângelo chama de Artaxer) para assassinar o rei Cosroes da Armênia (provavelmente Cosroes II),[a] prometendo devolver a Anaco seu domínio como recompensa. Anaco foi à Armênia e assassinou Cosroes depois de ganhar sua confiança, após o que ele foi morto por nobres armênios furiosos junto com toda a sua família. Agatângelo descreve as circunstâncias do assassinato de Cosroes da seguinte forma: Anaco e seu irmão se encontraram com o rei em Valarsapate enquanto se preparava para fazer campanha contra os persas e o mataram com suas espadas.[b] Eles tentaram fugir a cavalo, mas foram perseguidos pelos príncipes armênios que os jogaram da ponte Taperacã (sobre o rio Araxes, perto de Artaxata) para a morte. Um dos filhos de Anaco, o futuro Gregório, o Iluminador, foi resgatado por sua enfermeira e levado para território romano. O filho de Cosroes, Tiridates, também foi salvo e levado para Roma. Após a morte de Cosroes, os persas conquistaram a Armênia. Mais tarde, Tiridates retornou para reivindicar o trono armênio com a ajuda romana. Gregório, que foi criado como cristão em Cesareia da Capadócia, também retornou à Armênia quando adulto e eventualmente converteu Tiridates e seu reino ao cristianismo. Esta história é repetida em todas as outras histórias armênias, exceto a de Eliseu, o Armênio, que atribui o assassinato de Cosroes a seus irmãos não identificados.

### Família
A relação exata de Anaco com Cosroes não é declarada na versão armênia principal de Agatângelo, mas uma recensão garxuni da história de Agatângelo afirma que Anaco era irmão de Cosroes. A esposa de Anaco e mãe de Gregório do Iluminador é chamada de Vogui (Ոգուհի, Voguhi) na história atribuída a Zenóbio de Glaque. Agatângelo menciona dois filhos de Anaco que sobrevivem ao extermínio de sua casa: um, Gregório, e outro que é levado à Pérsia, embora nenhuma outra informação seja dada sobre o último. Moisés de Corene, por outro lado, escreve que apenas um filho de Anaco (ou seja, Gregório) foi salvo. Zenóbio de Glaque se refere ao irmão de Gregório como Surena.

## Historiografia
Os historiadores têm lutado para reconstruir a história da Armênia no terceiro século e a cronologia dos eventos descritos em Agatângelo e outras fontes. Cyril Toumanoff argumenta que a história do assassinato de Cosroes por Anaco é fictícia e, em vez disso, favorece a versão em Eliseu, onde Cosroes é assassinado por seus irmãos. De acordo com Toumanoff, Cosroes II (r. 279/80–287) foi feito rei da parte ocidental da Armênia controlada pelos romanos em 279/80 e foi morto e sucedido por seu irmão Tiridates III. Ele sugere que a história do assassinato de Cosroes por um agente iraniano pode ter sido inventada mais tarde para mascarar "o horror deste fratricídio". Marie-Louise Chaumont também considera a versão em que Cosroes é assassinado por seus irmãos como mais provável.
De acordo com o historiador Nicholas Adontz, é provável que houvesse originalmente duas tradições independentes sobre as origens de Gregório, o Iluminador, ambas dando ao fundador da Igreja Armênia uma origem nobre, que foram combinadas na versão armênia principal de Agatângelo. A história de Anaco serve para conectar Gregório à dinastia arsácida como um descendente do clã parta de Surena, e também faz com que a vida inicial de Gregório reflita a de Tiridates de forma épica. Adontz também sugere que a história de Anaco pode ter se desenvolvido sob a influência da tradição épica persa sobre Artaxer, o fundador do Império Sassânida. Ele observa vários paralelos entre a história de Anaco e a figura de Banaque[c] no texto persa médio Livro dos Feitos de Artaxes, Filho de Pabeco (Kār-Nāmag ī Ardašīr ī Pāpakān), bem como a semelhança de seus nomes. Nos Feitos, Banaque é um príncipe parta que trai o rei parta Ardavã (Artabano IV) e ajuda seu inimigo Artaxer. Tanto Anaco quanto Banaque são partas que traem um rei e ajudam Artaxer: Anaco ajuda Artaxer matando Cosroes, enquanto Banaque se junta a Artaxer contra seu governante Ardavã.